# Presión demográfica
Se denomina presión demográfica al impacto que el ser humano ejerce sobre los recursos naturales de la Tierra. Estos efectos resultan en consecuencias económicas, sociales, psicológicas y políticas.
La presión demográfica, producto tanto del incremento de la población como de cambios en su distribución y densidad, es un factor relevante en la evolución de la miseria, las modificaciones de las condiciones del medio ambiente y el uso de los recursos naturales.